# Ángela Albéniz Amestoy
María Ángela Albéniz Amestoy (Sant Sebastià, 1817 – Madrid, 19 de juny de 1871) va ser una pianista basca.
Nascuda a la ciutat de Sant Sebastià, el 1817, era filla de Pedro Albéniz, professor de piano d'Isabel II i organista de la Reial Capella, i d'Ángela Amestoy.
Va ser una notable pianista, va ser deixebla del seu pare i una de les alumnes més destacades del Conservatori de Maria Cristina de Madrid, en un moment en què comença a notar-se la influència romàntica i liberal, amb la tornada de molts intel·lectuals a la mort de Ferran VII. L'any 1831 va ser condecorada amb medalla de bronze i el 1832 premiada per part del conservatori per la seva aplicació i avenços en el piano. Segons Baltasar Saldoni, va ser una de les pianistes aficionades de Madrid més destacades de la dècada de 1850, admirada en la societat madrilenya per la seva tècnica i el seu caràcter.
Es va casar amb el magistrat José María Gorostidi, amb qui va tenir un fill, el polític Francisco Gorostidi Albéniz.
Va morir a Madrid, el 19 de juny de 1871.